# TENSI LOVE
TENSI LOVE（テンシ ラブ）は韓国の音楽グループである。ユニット名はTenuto Switch in Loveの略。

## メンバー
ゴ・ジフ
- ボーカル

ファン・イェジュン
- サウンドプロデューサー

## 略歴
2006年に韓国にて男女2人組のユニットとして結成された。その後、少女時代のテヨンのラジオ番組『テヨンと仲間たち』のテーマソングを担当し、韓国で知名度を上げた。日本では2010年11月にアルバム『Cake House』でデビューした。

## 作品

### 日本盤

#### アルバム
1. Cake House（2010年11月23日）
2. SHINE（2011年8月9日）

#### 映像作品
- a reflection house（2011年8月9日）